# Evergestis aegyptiacalis
Evergestis aegyptiacalis là một loài bướm đêm trong họ Crambidae.